# Der Glanz des Hauses Amberson
Der Glanz des Hauses Amberson ist ein US-amerikanisches Filmdrama von Orson Welles aus dem Jahr 1942. Der Film wurde von RKO Pictures produziert und basiert auf dem 1918 erschienenen Roman The Magnificent Ambersons von Booth Tarkington, der den Abstieg einer wohlhabenden und stolzen Familie schildert.
In der Postproduktion des Filmes verlor Welles die Kontrolle über den Schnitt an RKO, sodass sich der heute bekannte Film von Welles’ eigentlichen Vorstellungen signifikant unterscheidet. Dennoch gilt der Film auch in seiner heutigen Fassung vielen Kritikern als Meisterwerk.

## Handlung
Im Indianapolis gegen Ende des 19. Jahrhunderts sind die Ambersons die reichste und angesehenste Familie der Stadt. Die hübsche Tochter Isabel Amberson lehnt ihren jungen Verehrer Eugene Morgan ab, nachdem er betrunken in ihrem Garten erschienen ist – obwohl sich Eugene und Isabel eigentlich lieben. Während Eugene fortzieht, heiratet Isabel den tüchtigen Geschäftsmann Wilbur Minafer, den sie aber nicht liebt. Sie verwöhnt ihr einziges Kind George Minafer Amberson, das daraufhin verzogen wird und mit seinem unverschämten Verhalten die Stadt terrorisiert.
Nach zwanzig Jahren Abwesenheit kehrt der verwitwete Eugene Morgan, mittlerweile ein erfolgreicher Automobilfabrikant, gemeinsam mit seiner Tochter Lucy nach Indianapolis zurück. Sie sind zu einem rauschenden Fest der Familie Amberson eingeladen, das der Familienpatriarch Major Amberson zu Ehren des Besuches seines Enkels George gibt, der mittlerweile ein ebenso arroganter wie erfolgreicher College-Student ist. George ist von der bezaubernden und charmanten Lucy angetan, hält sich jedoch aus Antipathie gegen ihren Vater von ihr fern. Er beobachtet misstrauisch, dass seine Mutter Isabel einen großen Teil des Abends mit Eugene tanzt und von ihm sehr angetan zu sein scheint. Bald nach dem Fest stirbt Wilbur, der Vater von George, und seine Mutter Isabel wird zur Witwe. Als unterdessen Morgans Automobilfirma floriert, baut der Industrielle ein Schloss, um auf diese Weise den Reichtum des Hauses Amberson nachzuahmen. Eugene und Isabel nähern sich wieder aneinander an.
Während einer Dinnerparty teilt George den Morgans mit, dass er Automobile für eine nutzlose Investitionsverschwendung hält. Die anderen Familienmitglieder sind über seine arrogante Haltung bestürzt, doch Eugene Morgan stimmt George überraschenderweise zu, da er sich bewusst ist, dass Automobile die Zivilisation entweder zum Guten oder zum Schlechten beeinflussen werden. Später am Abend erfährt George von seinem Onkel Jack Amberson und seiner Tante Fanny, dass Eugene vor zwanzig Jahren die große Liebe seiner Mutter Isabel war. Fannys Behauptung, dass Isabel auch nach der Hochzeit mit Georges Vater Wilbur nicht aufgehört habe, Morgan zu lieben, und dass dieser Umstand allgemeines Stadtgespräch sei, bringt George zur Weißglut. Morgan will Isabel einen Heiratsantrag machen, der jedoch von George auf den Stufen des Amberson-Anwesens verhindert wird. Isabels Liebe zu ihrem Sohn siegt über ihre Liebe zu Morgan; sie geht auf Georges Forderungen ein, obwohl sie sich bewusst ist, dass er lediglich alles versucht, um sie von Morgan zu trennen.
George nimmt seine Mutter mit auf eine Weltreise, vorgeblich um sie vom Tratsch über ihre Liebe zu Morgan fernzuhalten, tatsächlich aber, um zu verhindern, dass Morgan sein Stiefvater wird. Bevor sie nach Europa abreisen, versucht George herauszufinden, wie Lucy zu ihm steht, doch sie überspielt ihren Schmerz über Georges Verhalten mit Sorglosigkeit. Nachdem seine Mutter Isabel schwer erkrankt ist, kehrt George mit ihr nach Indianapolis zurück und wacht als Türhüter über sie. Als Morgan die auf dem Sterbebett liegende Isabel besuchen will, verweigert George ihm den Zutritt ins Haus.
Kurz nach Isabels Tod stirbt auch ihr gebrochener Vater. Da er seinen Verwandten nichts hinterlässt, muss die Familie ab sofort zusehen, wie sie finanziell über die Runden kommt. Lucy lehnt eine Versöhnung mit George ab und strickt zur Begründung eine Analogie über einen Indianer, der auf einem Kanu ins Meer gestoßen wurde, weil er anstößig und arrogant war. In dieser hoffnungslosen Situation gibt George seinen Job als Anwaltsgehilfe auf und arbeitet als Fabrikarbeiter, um schneller an mehr Geld zu kommen. Außerdem kümmert er sich um Tante Fanny, die inzwischen an einer Psychose erkrankt ist. Die „alte Jungfer“ Fanny selbst war immer in Eugene verliebt, stand dabei aber stets im Schatten ihrer Schwester, was sie nie überwunden hat. Der Film endet damit, dass George durch die nunmehr schmutzigen Straßen von Indianapolis wandert und nicht fassen kann, wie die Industrialisierung seine Umgebung verändert und sein einst sorgloses Leben zerstört hat.
George wird bei einem Autounfall schwer verletzt und bekommt im Krankenhaus Besuch von Morgan und seiner Tochter. Sie versöhnen sich mit ihm.

## Hintergrund
Der Glanz des Hauses Amberson basiert auf dem Roman Die stolzen Ambersons von Booth Tarkington, für den dieser 1918 mit dem Pulitzer-Preis ausgezeichnet wurde. Orson Welles, der mit dem Autor befreundet war und sich selbst in der Figur des George wiederzuerkennen glaubte, schrieb das Drehbuch des Films in nur neun Tagen. Bereits 1939 hatte er mit dem Mercury Theatre eine Hörspieladaption des Buches inszeniert. Bei der Besetzung seines zweiten Langfilms griff Welles, wie schon beim Vorgängerwerk Citizen Kane, überwiegend auf Mitglieder des Mercury Theatres zurück, darunter Joseph Cotten, Agnes Moorehead und Erskine Sanford. Ray Collins war der einzige Darsteller, der bereits an der Hörspielversion mitgewirkt hatte. Die Filmmusik komponierte Bernard Herrmann, der spätere Regisseur Robert Wise war für den Schnitt zuständig.
Die Dreharbeiten begannen am 28. Oktober 1941 und dauerten bis zum 22. Januar 1942. Das Set der Amberson-Villa zählte zu den teuersten und aufwendigsten Kulissenbauten seiner Zeit. Die Winterszenen wurden in einem stillgelegten Eishaus gedreht. Die Filmkosten wurden auf insgesamt 850.000 US-Dollar geschätzt. Orson Welles bediente sich zahlreicher Techniken und Stilmittel, die er bereits in Citizen Kane angewandt hatte, darunter die Schärfentiefe, ungewöhnliche Einstellungen und Überblendungen sowie lange Kamerafahrten. Der Glanz des Hauses Amberson war zudem einer der ersten Filme, dessen Vor- und Abspann vorgelesen werden.
Die ursprüngliche Fassung des Films, die 131 Minuten dauerte, wurde erstmals im Rahmen einer Testvorführung in Pomona gezeigt. Die Zuschauerreaktionen waren überwiegend negativ. George Schaefer, der Präsident von RKO Pictures, schrieb in einer Nachricht an Welles: „Never in all my experience in the industry have I taken so much punishment or suffered as I did at the Pomona preview“. Eine um 15 Minuten kürzere Version, die wenig später in Pasadena gezeigt wurde, erhielt zwar wesentlich bessere Kritiken, dennoch beschloss RKO eine massive Kürzung des Films und den Dreh einer neuen Schlussszene, die dem Ende der Romanvorlage näher kommen sollte. Darin versöhnen sich die Protagonisten wieder. Da Welles bereits in Brasilien an seinem nächsten Projekt arbeitete, übernahm Robert Wise die Verantwortung für die Änderungen an Der Glanz des Hauses Amberson und führte bei den Nachdrehs Regie. Welles stand mit dem Studio in ständigem Kontakt, viele seiner Telegramme und Memos wurden jedoch ignoriert.
Schlussendlich kürzte RKO den Film um etwa 50 Minuten. Auch Bernard Herrmanns Filmmusik wurde teilweise verfremdet und durch Kompositionen von Roy Webb ersetzt. Herrmann ließ aus diesem Grund seinen Namen aus dem Vorspann entfernen. Das herausgeschnittene Filmmaterial wurde später vollständig zerstört, um Lagerplatz freizumachen. Eine Kopie des Rohschnitts, die sich Welles nach Brasilien schicken ließ, konnte bis heute nicht gefunden werden. Orson Welles kommentierte die gekürzte Fassung seines Films mit den Worten, sie sehe aus, als „sei sie von einem Rasenmäher geschnitten worden“.
Die Premiere fand am 10. Juli 1942 statt. Das Filmplakat stammte von Norman Rockwell. Ursprünglich wurde der Film als Double Feature mit Leslie Goodwins Mexican Spitfire Sees a Ghost gezeigt. Der Film wurde ein kommerzieller Misserfolg und bescherte dem Studio einen Verlust von über 600.000 Dollar. Welles’ Vertrag mit RKO wurde daraufhin gekündigt. Er selbst sagte später: „They destroyed Ambersons and it destroyed me.“ Noch 20 Jahre später erwog der Regisseur, einen Epilog zum Film zu drehen. Diese Idee wurde jedoch nie umgesetzt. In den westdeutschen Kinos war der Film erstmals 1966 zu sehen.
2002 entstand auf der Grundlage des Originaldrehbuchs ein Fernsehfilm, in dem Madeleine Stowe, Bruce Greenwood und Jonathan Rhys Meyers die Hauptrollen spielten.

## Synchronisation
Die deutsche Synchronfassung entstand 1966 unter Leitung von Joachim Brinkmann bei Elan Film Gierke in München.
| Rolle                   | Schauspieler     | Dt. Synchronstimme       |
| ----------------------- | ---------------- | ------------------------ |
| Eugene Morgan           | Joseph Cotten    | Helmo Kindermann         |
| Isabel Minafer          | Dolores Costello | Eva-Maria Lahl           |
| Lucy Morgan             | Anne Baxter      | Ingrid Capelle           |
| George Amberson Minafer | Tim Holt         | Reinhard Glemnitz        |
| Tante Fanny Amberson    | Agnes Moorehead  | Rosemarie Fendel         |
| Onkel Jack Amberson     | Ray Collins      | Klaus W. Krause          |
| Major Amberson          | Richard Bennett  | Erik Jelde               |
| Roger Bronson           | Erskine Sanford  | Otto Preuss              |
| Wilbur Minafer          | Don Dillaway     | Wolf Rahtjen             |
| Butler Sam              | J. Louis Johnson | Herbert Weicker          |
| Mrs. Foster             | Anne O’Neal      | Charlotte Witthauer      |
| Mrs. Johnson            | Dorothy Vaughan  | Charlotte Scheier-Herold |
| Erzähler (Off-Stimme)   | Orson Welles     | Claus Biederstaedt       |

## Kritik
- Lexikon des internationalen Films: Kraftvoll inszeniert, hervorragend in der Kameraarbeit, mit vorzüglichen darstellerischen Leistungen. Selbst nachträgliche Eingriffe – Robert Wise wurde vom Studio nach katastrophalen ersten Aufführungen beauftragt, den Film von ursprünglich 138 Minuten rigoros zu kürzen und ihm ein vergleichsweise hoffnungsvolles Ende aufzupfropfen – konnten dem Drama nichts von seiner Eindringlichkeit nehmen.[4]
- Evangelischer Filmbeobachter: In nicht ganz so kräftigen Strichen wie beim „Citizen Kane“ zeichnet Orson Welles in seinem zweiten Film wiederum das Bild der spätkapitalistischen amerikanischen Gesellschaft. Am Beispiel der Familie Amberson und des Selfmademan Eugèn Morgan macht er Verfall und Aufstieg deutlich aus der Distanz des interessierten Zuschauers. Beim Vergleich mit den kunstvoll arrangierten Bildfolgen junger Filmemacher merkt man erst, wie modern Welles schon vor 25 Jahren war.[5]
- Leonard Maltin: Brillantes Drama nach Booth Tarkingtons Roman über eine Familie, die unwillig ist, in ihrem Lebensstil mit der Zeit zu gehen; Mutter-und-Sohn-Konflikt über ihren Liebhaber. Welles’ Film nach „Citizen Kane“ ist ebenso aufregend in seiner eigenen Art, obwohl der Film aus seinen Händen genommen wurde (Wertung: vier/vier Sterne)[6]

1972 und 1982 befand sich Der Glanz des Hauses Amberson auf der Top-Ten-Liste der besten Filme aller Zeiten, die durch das Magazin Sight & Sound bei einer Umfrage unter zahlreichen Filmkritikern alle zehn Jahre gewählt wird.

## Auszeichnungen
Academy Awards 1943
- Nominierung in der Kategorie Bester Film für Orson Welles
- Nominierung in der Kategorie Beste Nebendarstellerin für Agnes Moorehead
- Nominierung in der Kategorie Beste Kamera (Schwarzweiß-Film) für Stanley Cortez
- Nominierung in der Kategorie Bestes Szenenbild (Schwarzweiß-Film) für Albert S. D’Agostino, A. Roland Fields und Darrell Silvera

New York Film Critics Circle Award 1942
- Auszeichnung in der Kategorie Beste Schauspielerin für Agnes Moorehead

National Film Preservation Board
- 1991: Aufnahme in das National Film Registry